# Магал
Магал - вождь кельтського племені бойєв, що жило у долині річки Пад (сучасне По). Володарював у 220-210 роках до н.е.

## Життєпис
Стосовно Магала (за іншими відомостями Магіла) мало відомостей. Ймовірно він брав участь у війні з римлянами на чолі із римлянами у 222 році до н.е. на боці вождя інсумбрів Вірідомара. Після підкорення ціспаданської Галлії бойї вимушені були визнати владу Риму. Хоча все ж таки залишити внутрішню незалежність, своїх суддів та вибори вождів. Саме в цей час було обрано Магала.
Із самого початку він став готуватися для боротьби з Римською республікою. При цьому намагався здобути підтримку з боку старійшин бойєв. Прискорило виступив бойєв рішення римського сенату створити дві колонії біля річки Пад - Кремону й Плаценцію з 6 тисячами колоністів у кожній. Це викликало збурення серед бойєв й дало змогу Магалу діяти. Він уклав угоду із іншим кельтським племенем інсумбрів про одночасний виступив проти римлян. У 219 році до н.е Магал із своїми бойями та інсумбрами напали на римські поселення,змусили їх відступити в інше римське укріплення Мутіну. Тут були заблоковані римські загони на чолі із претором Луцієм Манлієм. Він все ж таки зміг вирватися з оточення й відступити до поселення Таннет. В цей час на допомогу Манлію прийшов інший претор Гай Атілій з 1 легіоном та 5000 кіннотою союзників. Магал вимушений був відступити й зняти облогу. Після цього було укладено з римлянами перемир'я.
Водночас Магал довідався про те, що біля Родану (сучасна Рона) з великою армією стоїть карфагенський військовик Ганнібал Барка. на раді старійшин Магал домігся прийняття рішення щодо скерування посольства до ганнібал з пропозицією прийти у Північну Італію. У 218 році до н.е. Магал прибув у військовий табір ганнабал, де уклав з останнім військовий союз. Після цього Магал повернувся до бойєв й стал готуватися до приходу карфагенян.
В цьому ж році Ганнабл Барка перетнув Альпи й вийшов у долину Пада. Втім Магал почав виказувати нерішучість у зв'язку з тим, що у північну Італію із значним військом прийшов римський консул Публій Корнелій Сципіон. Тому Магал не міг вирішити, хто переможе. Він допомагав Ганнібалу й разом з тим вів таємні перемовини з Сципіоном. тільки після перемог карфагенян при тіцині та Требії Магал остаточно повірив у Ганнібала й надав більш суттєву допомогу.
Після того, як карфагенська армію відправилася далі на південь відомості щодо Магала немає.